# 김병옥 (배우)
김병옥(1960년 10월 11일 ~ )은 대한민국의 배우이다. 
- 1982년 아시아 일본으로 이주 하고 일본 오사카 연극배우 데뷔 하였다.
- 1983년 연극배우로 첫 데뷔를 이전 하였고, 44세 때인 2003년 영화 《클래식》으로 영화배우로 데뷔하여 2004년 영화 《올드보이》에서 대중에 눈도장을 찍었다.[1]
- 주로 청소년 관람불가 영화에서 잔혹한 악역으로 강렬한 인상을 남겼다.[2]

## 학력
- 부천북중학교
- 서울예술대학 연극과 졸업

## 출연작

### 영화
- 2003년 영화 《클래식》 ... 담임 역
- 2003년 영화 《올드보이》 ... 경호실장 역
- 2005년 영화 《그때 그사람들》 ... 김 대령 역
- 2005년 영화 《친절한 금자씨》 ... 전도사 역
- 2005년 영화 《주먹이 운다》 ... 오 형사 역(특별출연)
- 2005년 영화 《야수와 미녀》 ... 해주 부 역(특별출연)
- 2006년 영화 《예의없는 것들》 ... 꽁지머리 역
- 2006년 영화 《음란서생》 ... 좌의정 역
- 2006년 영화 《해바라기》 ... 조판수 역
- 2006년 영화 《잔혹한 출근》 ... 주백통 역
- 2006년 영화 《싸이보그지만 괜찮아》 ... 판사 역(우정출연)
- 2006년 영화 《짝패》 ... 청년회장 역
- 2007년 영화 《오래된 정원》 ... 병옥 역
- 2007년 영화 《뷰티풀 선데이》 ... 석재 역(특별출연)
- 2007년 영화 《좋지 아니한가》 ... 이익선 역
- 2008년 《여기보다 어딘가에》 ... 학과장 역(특별출연)
- 2008년 《무방비도시》 ... 홍기택/홍용택 역
- 2008년 《다찌마와 리 - 악인이여 지옥행 급행열차를 타라! 》 ... 왕서방 역
- 2008년 《아기와 나》 ... 준수 부 역
- 2008년 《아버지와 마리와 나》 ... 명호 부 역
- 2008년 《울학교 이티》 ... 출판사 사장 역
- 2009년 《정승필 실종사건》 ... 지점장 역(특별출연)
- 2009년 《인사동 스캔들》 ... 강 형사 역
- 2010년 《카페 느와르》 ... 철물점 주인 역(우정출연)
- 2010년 《고사 두 번째 이야기: 교생실습》 ... 강 선생 역(특별출연)
- 2010년 《퀴즈왕》 ... 김점상 역
- 2011년 《로맨틱 헤븐》 ... 맨홀 사내 역
- 2011년 《퍼펙트 게임》 ... 비서실장 역(특별출연)
- 2012년 《원더풀 라디오》 ... 임 국장 역
- 2012년 《음치 클리닉》 ... 애니메이션 감독 역(우정출연)
- 2013년 《신세계》 ... 연변거지1 역
- 2013년 《콩가네》 ... 장백호 역
- 2013년 《붉은 가족》 ... 철물점 주인 역(특별출연)
- 2013년 《감시자들》 ... 정통 역
- 2013년 《밤의 여왕》 ... 파출소 취객 역(특별출연)
- 2013년 《롤러코스터》 ... 스님 역
- 2014년 《남자가 사랑할 때》 ... 목사 역
- 2014년 《허삼관 매혈기》
- 2014년 《하이힐》 ... 진박사 역
- 2014년 《군도: 민란의 시대》 ... 토포사 역
- 2014년 《우리는 형제입니다》 ... 노숙자 김씨 역(특별출연)
- 2015년 《개: dog eat dog》 ... 민태식 (목소리) 역 (특별출연)
- 2015년 《검은 사제들》 ... 박 교수 역
- 2015년 《내부자들》 ... 민정수석 역
- 2016년 《검사외전》 ... 박 사장 역
- 2016년 《인천상륙작전》 ... 최석중 역
- 2016년 《마스터》 ... 목소리 역(우정출연)
- 2017년 《보안관》 ... 강 반장 역
- 2018년 《마녀》 ... 도 경장 역
- 2018년 《공작》 ... 장 박사 역 (우정출연)
- 2020년 《오케이! 마담》 ... 장필준 역
- 2020년 《메피스토》 ... 진 본부장 역
- 2022년 《B컷》 ... 태산 역
- 2024년 《목스박》 ... 장 보스 역 (특별출연)
- 2024년 《크로스》 ... 이고안 역

### 드라마
- 2008년 MBC 미니시리즈 《밤이면 밤마다》 ... 김현중 역
- 2008년 OCN 미니시리즈 《사랑은 맛있다》 ... 진태수 역
- 2010년 OCN 미니시리즈 《신의 퀴즈》 ... 연예기획사 사장 역
- 2012년 SBS 미니시리즈 《패션왕》 ... 김 실장 역
- 2013년 SBS 드라마 스페셜 《너의 목소리가 들려》 ... 황달중 역
- 2013년 JTBC 월화드라마 《무정도시》 ... 저울 역
- 2013년 MBC 주말연속극 《금 나와라, 뚝딱!》 ... 황종팔 역 (특별출연)
- 2013년 MBC 일일연속사극 《제왕의 딸 수백향》 ... 연불태 역
- 2014년 SBS 2부작드라마 《강구 이야기》 ... 마복길 역
- 2014년 MBC 월화드라마 《트라이앵글》 ... 고복태 역 (본작의 메인 빌런이자 준 최종 보스)
- 2014년 SBS 주말극장 《모던파머》 ... 한인기 역
- 2014년 SBS 주말특별기획 《미녀의 탄생》 ... 관상가 역 (특별출연)
- 2014년 MBC 미니시리즈 《미스터 백》 ... 흉부외과 전문의 김병옥 역
- 2015년 MBC 월화드라마 《빛나거나 미치거나》 ... 지몽 역
- 2015년 SBS 드라마 스페셜 《냄새를 보는 소녀》 ... 수사계장 역
- 2015년 SBS 드라마 스페셜 《가면》 ... 심봉설 사장 역
- 2015년 SBS 주말특별기획 《미세스 캅》 ... 황 박사 역
- 2015년 MBC 미니시리즈 《달콤살벌 패밀리》
- 2016년 SBS 특집드라마 《퍽》 ... 계상수 역
- 2016년 SBS 주말특별기획 《미녀 공심이》 ... 염태철 역
- 2016년 SBS 미니시리즈 《원티드》 ... 정정기 역
- 2016년 KBS2 미니시리즈 《함부로 애틋하게》
- 2016년 MBC 주말연속극 《불어라 미풍아》 ... 성형외과 의사 역
- 2016년 KBS2 금요시트콤 《마음의 소리》 ... 조철왕 역
- 2017년 MBC 월화드라마 《역적 : 백성을 훔친 도적》 ... 엄자치 역
- 2017년 SBS 월화드라마 《엽기적인 그녀》 ... 박순재 역
- 2017년 MBC 수목드라마 《죽어야 사는 남자》 ... 한소장 역
- 2017년 tvN 월화드라마 《이번 생은 처음이라》 ... 윤종수 역
- 2017년 KBS2 금토드라마 《고백부부》 ... 최기일 역
- 2017년 KBS2 수목드라마 《흑기사》 ... 박철민 역
- 2018년 SBS 주말특별기획 《시크릿 마더》 ... 이병학 역
- 2018년 tvN 수목드라마 《김비서가 왜 그럴까》 ... 이회장 역
- 2018년 MBC 수목드라마 《내 뒤에 테리우스》 ... 윤춘상 역
- 2019년 JTBC 금토드라마 《리갈 하이》 ... 방대한 역
- 2021년 ~ 2022년 채널A 월화드라마 《쇼윈도: 여왕의 집》 ... 강대욱 역
- 2023년 MBC 금토드라마 《꼭두의 계절》 ... 신홍근 역
- 2024년 MBN 토일드라마 《세자가 사라졌다》 ... 거우 역
- 2024년 ~ 2025년 KBS2 수목드라마 《수상한 그녀》 ... 택시 드라이버 역

### 연극
- 2012년 《서툰 사람들》

### 예능
- 2018년 KBS1 《TV는 사랑을 싣고》 게스트
- 2024년 TV CHOSUN 《아빠하고 나하고》

### 광고
- 2015년 티몬
- 2017년 공익광고협의회 스마트폰 예절 공익광고
- 2018년 노랑통닭
- 2018년 제일제당 비비고육개장 (박서준)